# La Rançon d'une alliance
Pour plus de détails, voir Fiche technique et Distribution.
La Rançon d'une alliance est un film congolais (République du Congo) réalisé par Sébastien Kamba et sorti en 1974. C'est une adaptation du roman La Légende de Mfoumou Ma Mazono de Jean Malonga. C'est aussi le premier long métrage produit en République du Congo après l'indépendance.

## Synopsis
L'intrigue se déroule au Congo à l'époque pré-coloniale et relate le conflit fratricide entre deux tribus, les Tsembo et les Tsoundi. Le fils et la fille des chefs de ces deux tribus se marient, ce qui garantit leur alliance et la paix. Mais la fille du chef des Tsoundi, Hakoula, couche avec un esclave, ce qui engendre une flambée de violence. Le fils de Hakoula finit par rétablir la paix et libère tous les esclaves. Mais, dans l'intervalle, l'affaire devient le catalyseur de profonds changements de société.

## Fiche technique
- Titre : La Rançon d'une alliance
- Réalisation : Sébastien Kamba
- Pays :  République du Congo
- Langues : kudmali, lingala
- Format : 16 mm, couleur
- Durée : 95 minutes
- Date de sortie : 1974